# Hotel Derlon
Hotel Derlon, officieel Derlon Hotel Maastricht, is een hotel in het centrum van de Nederlandse stad Maastricht. Het hotel is gelegen aan het Onze Lieve Vrouweplein aan de rand van het Stokstraatkwartier. Het uit 1870 daterende hotel werd in de jaren 1980 gesloopt en vanaf de fundamenten opnieuw opgebouwd. Het viersterrenhotel is eigendom van de Maastrichtse ondernemer Benoit Wesly.

## Geschiedenis

### Voorgeschiedenis: Sint-Nicolaaskerk
Al in de veertiende eeuw stond aan de noordzijde van het Onze Lieve Vrouweplein, toen nog Onze-Lieve-Vrouwekerkhof geheten, de gotische, oost-west georiënteerde Sint-Nicolaaskerk. Zij werd in 1343 in gebruik genomen als parochiekerk voor de Sint-Nicolaasparochie, ter ontlasting van de kerk van Onze-Lieve-Vrouwe, die vanaf dat moment  uitsluitend werd gebruikt als kapittelkerk voor de kanunniken van het Kapittel van Onze-Lieve-Vrouwe. Toen in de Franse Tijd in de gehele Franse Republiek de kloosters en kapittels werden opgeheven en tal van parochiekerken werden gesloten, bleef de Sint-Nicolaas open. Het kerkbestuur had echter bijna alle financiële middelen moeten afstaan aan de Franse Staat, waardoor het gebouw veertig jaar later ernstig leed onder achterstallig onderhoud; aan restauratie viel vanwege het geldgebrek niet te denken. Na lange onderhandelingen met het Rijk, dat de Onze-Lieve-Vrouwekerk in gebruik had als smederij, kanonnenloods en opslagplaats van munitie ten behoeve van het garnizoen, verwierf het kerkbestuur de voormalige kapittelkerk. Na de meest noodzakelijke restauraties van het interieur, verhuisde de parochie in 1837 en noemde zich voortaan 'Sint-Nicolaasparochie in de Onze-Lieve-Vrouwekerk'. De gotische Sint-Nicolaaskerk met zijn markante toren en sacristie werd gesloopt. De pastorie, die aan de oostzijde van het koor lag en aan de Plankstraat grensde, bleef behouden.
In 1838 werd de Sint-Nicolaaskerk steen voor steen afgebroken. Het sloopterrein was omvangrijk, want de kerk had haar hoofdingang bij de Wolfstraat, tegenover de Korte Bredestraat en reikte met de apsis tot in de Plankstraat. Ook het naastgelegen Sint-Nicolaaskerkhof en het Onze Lieve Vrouwekerkhof, beide sinds enkele decennia niet meer in gebruik, werden nog in hetzelfde jaar geruimd en genivelleerd, deels bestraat en beplant met een dubbele rij lindebomen. Voor de hoek van het Onze Lieve Vrouweplein en de Plankstraat maakte stadsbouwmeester Mathieu Hermans in 1840 twee schetsontwerpen. Het ene voorzag in huizenbouw; het andere in de aanleg van een omheinde openbare tuin. Het laatste idee werd verworpen en in 1843 werd de grond verkocht aan de gebroeders Wintgens, die er twee gekoppelde woonhuizen bouwden. De huizen, gebouwd op de fundamenten van het koor van de Sint-Nicolaaskerk, telden drie verdiepingen en hadden één gezamenlijke toegangsdeur en een doorlopende mansardekap, waardoor het één gebouw leek.

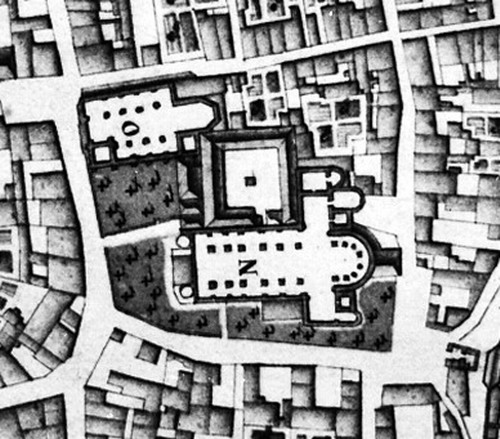
Detail stadsplattegrond (Larcher d'Aubencourt, 1749)
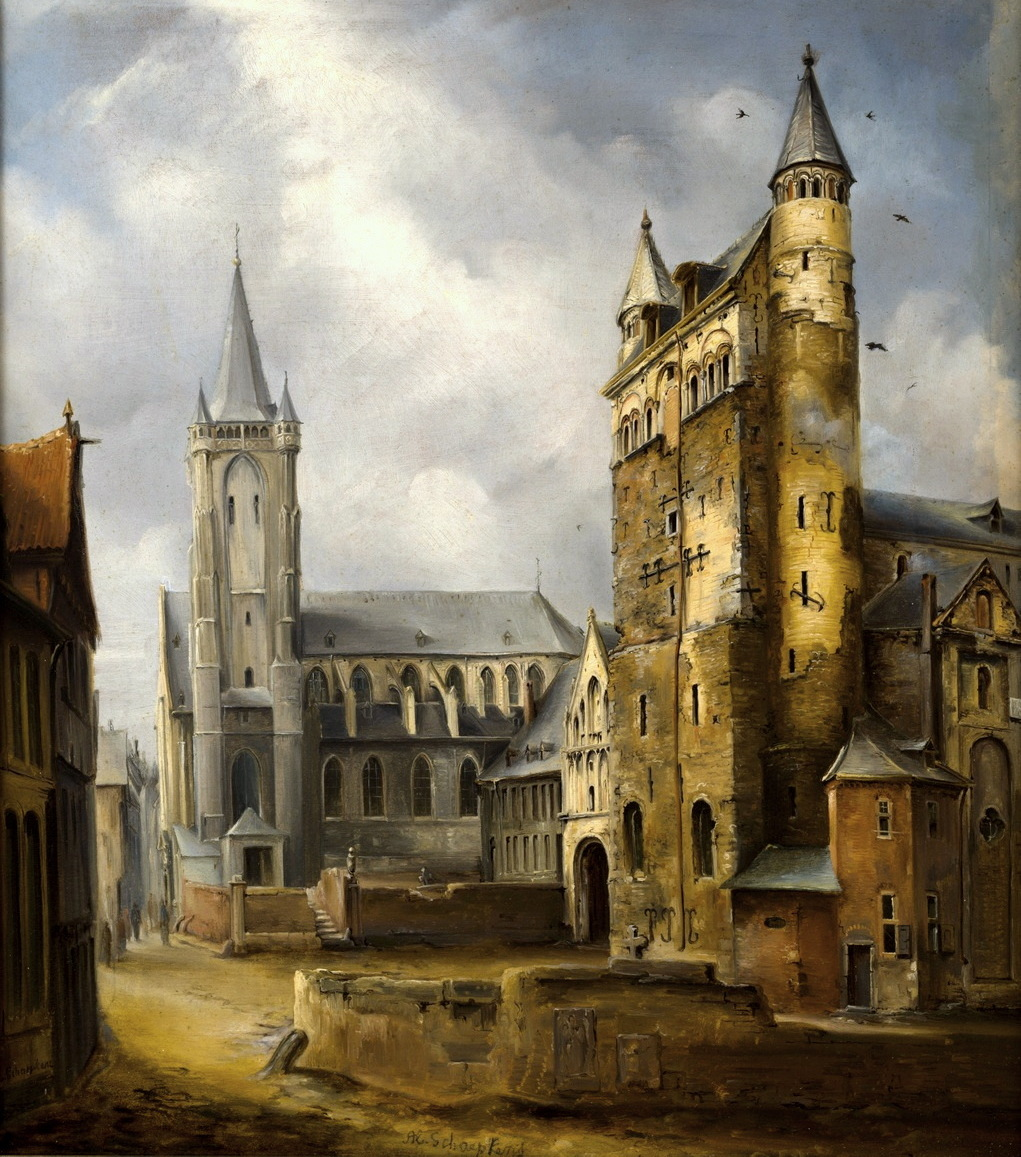
Onze-Lieve-Vrouwekerkhof (Alexander Schaepkens, voor 1838)
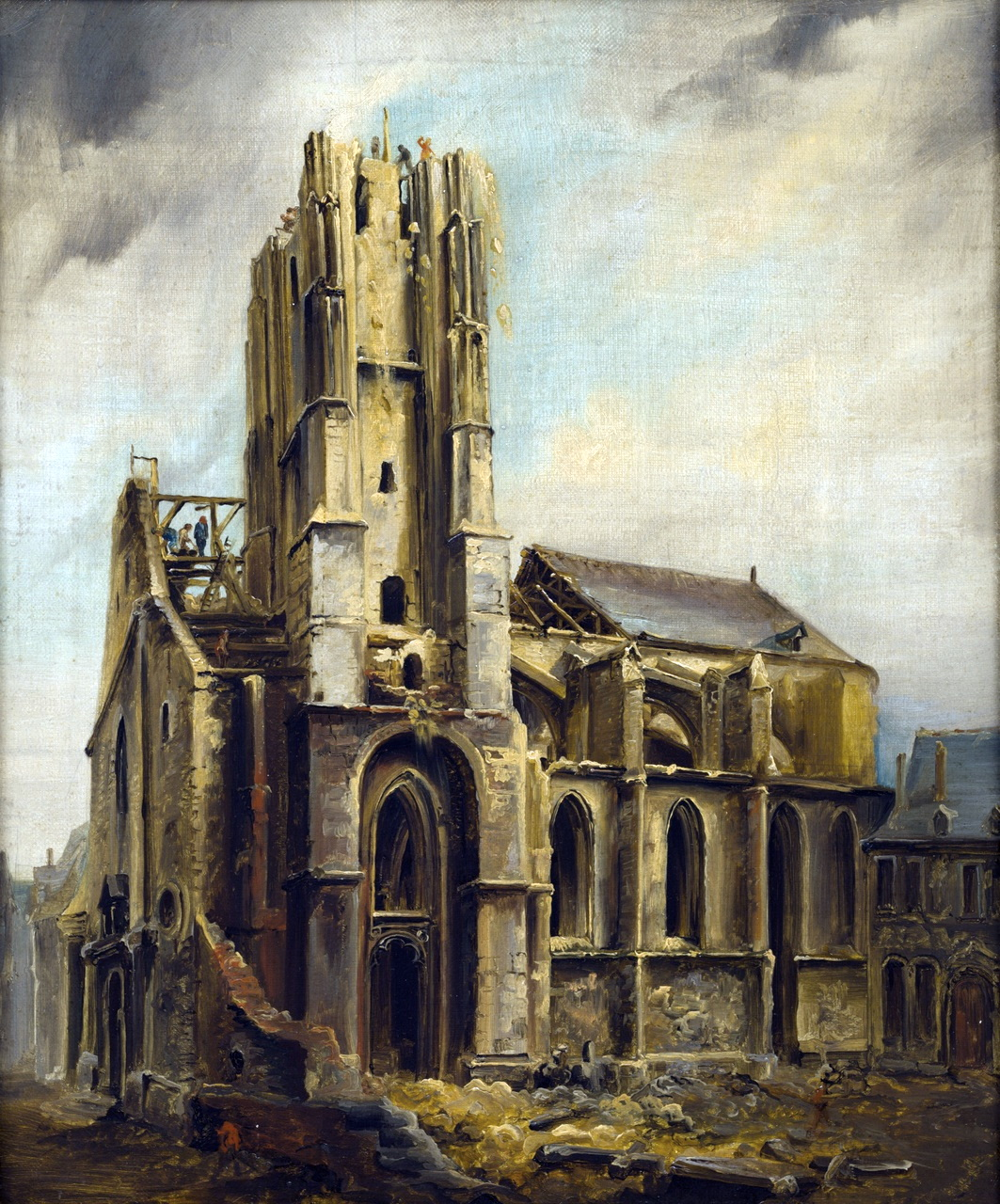
Afbraak van de Sint-Nicolaaskerk (A. Schaepkens, 1838)
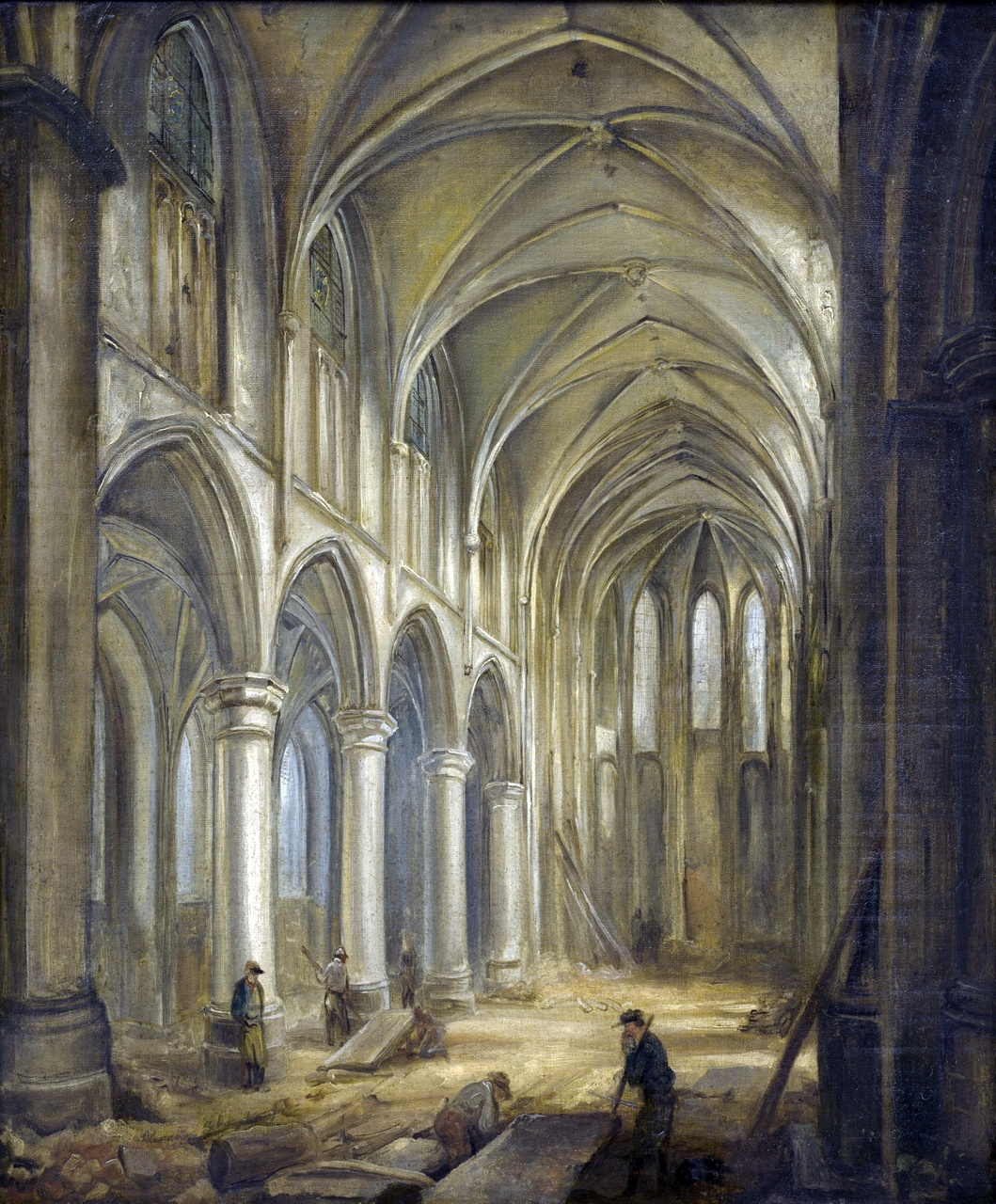
Interieur tijdens de sloop (A. Schaepkens, 1838)

### 1846-1870: Café de la Promenade / Hôtel Mauel

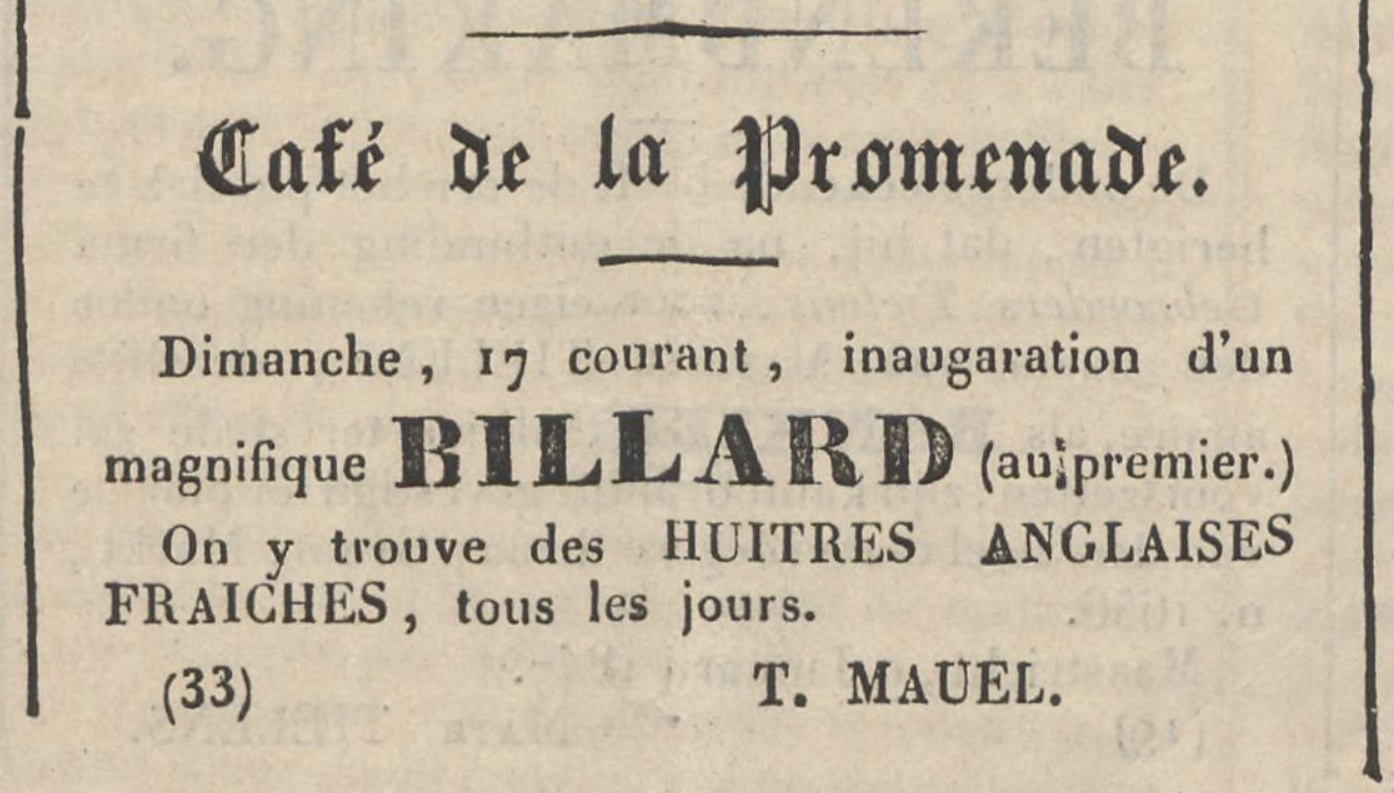
Advertentie van Café de la Promenade in Journal du Limbourg, 17 januari 1847

Op 24 mei 1846 opende de uit Eupen afkomstige Thomas Mauel (1820-?) een café-restaurant aan het Onze Lieve Vrouweplein, waarschijnlijk in een van de door de broers Wintgens gebouwde panden. Mauel, van beroep logementhouder, was een jaar eerder in het huwelijk getreden met de Maastrichtse Margaretha Schetters. In 1847 werd aan het restaurant, Café de la Promenade geheten, een biljartzaal op de eerste verdieping toegevoegd. In oktober 1848 werden de twee naast elkaar gelegen huizen aan het Onze Lieve Vrouweplein, bewoond door Mauel en de advocaat Lebens, openbaar verkocht. Mauel had toen waarschijnlijk ook een huis in Sint Pieter, waar hij in de jaren 1847-1849 regelmatig bals organiseerde. In december 1849 kondigde hij de heropening van het vernieuwde en vergrote Café de la Promenade aan, waarbij hij tevens gemeubileerde appartementen ("beaux quartiers garnis") te huur aanbood. In 1853 is voor het eerst sprake van een Hôtel Mauel (soms gespeld: Mauël). In 1860 adverteerde Mauel met een afhaalservice per koets vanaf het station voor gasten van het vergrote hotel. In 1866 stond het hotel te koop en vertrok Mauel naar Hasselt, later naar Brussel. Blijkbaar vlotte de verkoop niet, want in april 1870 werd het hotel, dat inclusief de "gelagkamer" 22 vertrekken telde, openbaar verkocht. In de tussenliggende periode werd ene Louis Derlon enkele malen vermeld als manager of organisator van festiviteiten, maar het hotel heette nog Mauel.

### 1870-1983: eerste Hotel Derlon

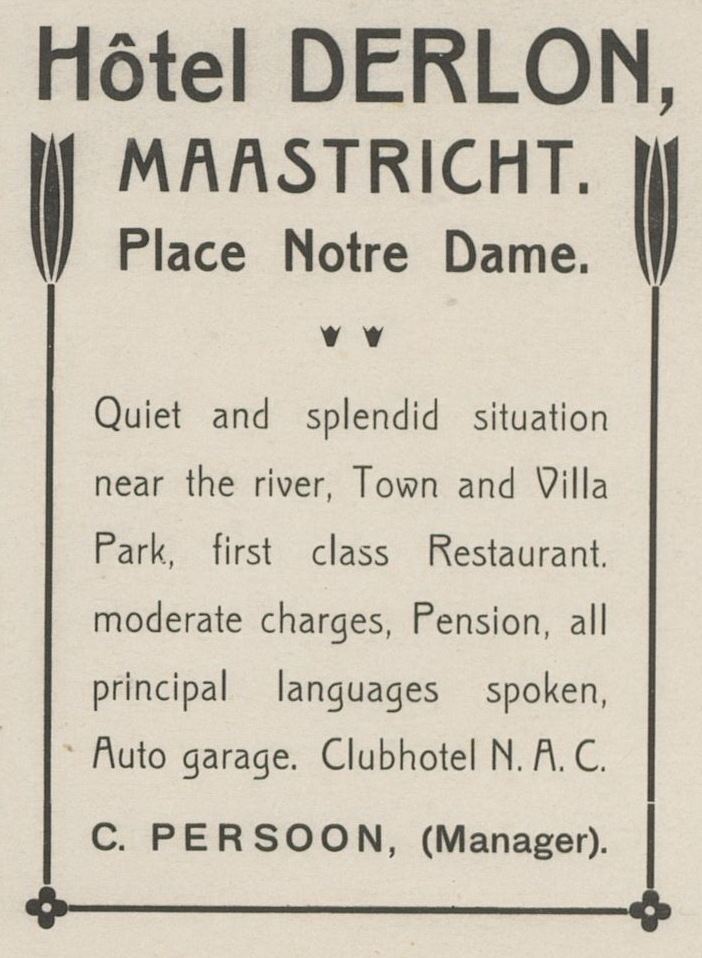
Engelstalige advertentie, begin 20e eeuw

In 1870 nam de Franse chef-kok Louis Desiré Derlon (1827-1902) het hotel-restaurant over. Hotel Derlon was in deze periode vooral bekend vanwege het restaurant, waar Derlon volgens de Franse keuken kookte. In 1895, een jaar na het overlijden van zijn echtgenote Elise Derlon-van Kan (1831-1894), verkocht hij het hotel aan Constant Marres, eigenaar van een distilleerderij. Mogelijk verhuisde Derlon toen naar zijn geboorteplaats Homécourt, ten zuiden van Luxemburg, waar hij in 1902 overleed.
Marres stelde waarschijnlijk Jos. Mast aan als directeur. Het hotel behield de naam Derlon. Dat het hotel onder de directie van Mast de goede naam wist te behouden, blijkt uit de vermelding in 1905 – als enige hotel in Maastricht – in de eerste Michelingids waarin Nederlandse hotels en restaurants waren opgenomen, toen nog zonder sterren. Het hotel was in Maastricht vooral bekend vanwege de vele militaire en diplomatieke ontvangsten, zakendiners, bruiloften en andere feesten die er plaatsvonden. Zo werden er na de Bevrijding van Maastricht diners gegeven voor hoge militairen die na maandenlang verblijf de stad verlieten, voor de burgemeester van partnerstad Woolwich, en ter gelegenheid van de onthulling van het Limburgs bevrijdingsmonument. Onder de gedistingeerde bezoekers bevonden zich prins Albert, prinses Paola en hun kinderen (1967).
Hoewel het hotel omstreeks 1930 ingrijpend was verbouwd, bestonden begin jaren 1970 plannen om het in slechte staat verkerende gebouw te vervangen door een aanzienlijk groter hotel met een capaciteit van 150 bedden. Later werden de plannen gewijzigd en zouden er appartementen en enkele winkels worden gebouwd. In 1979 werd de hotelexploitatie gestaakt en vond een groep Vietnamese bootvluchtelingen er tijdelijk onderdak. In 1983 werd het hotel gesloopt met de bedoeling het, na archeologisch onderzoek, als hotel te herbouwen.
Directeuren/eigenaars van het eerste Hotel Derlon waren achtereenvolgens: L.D. Derlon (1870-1895), J. Mast (1895-1906), G.A. Schoonbeek (1906-1915; met C. Persoon als manager – zie advertentie hiernaast), B.H. Nijenhuis (1915-ca. 1945), A.M. Pardoel (ca. 1946-1951), Bronneberg (1951-1969) en J.H. Jagersma (1969-ca. 1979).

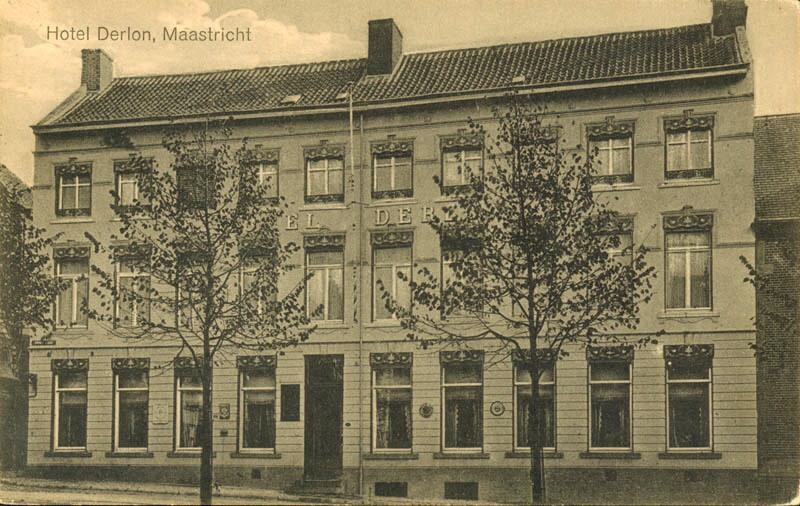
Voor de verbouwing, ca. 1900-1920
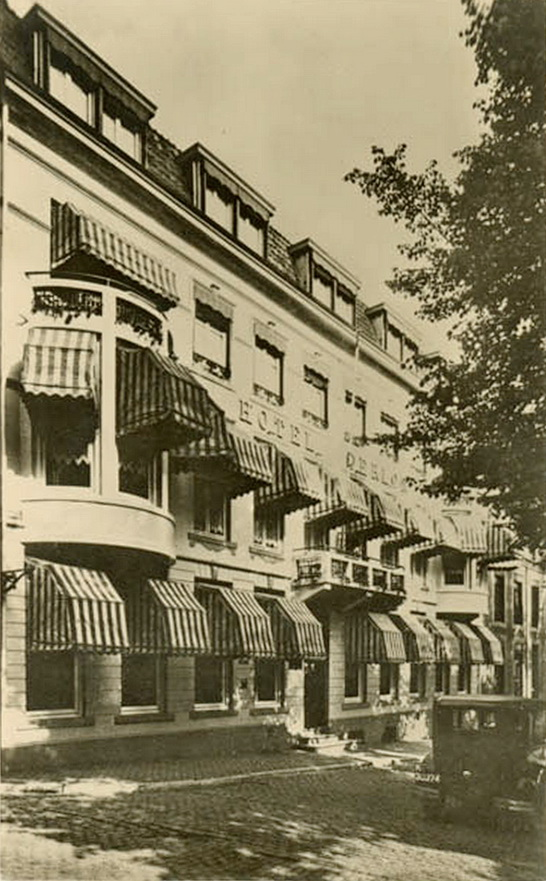
Na de verbouwing, jaren 1930
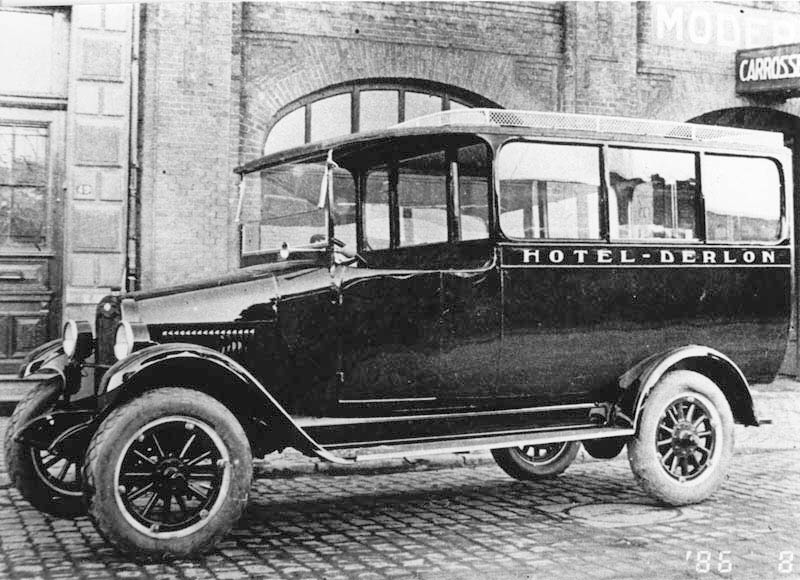
Auto voor hotelgasten, jaren 1920
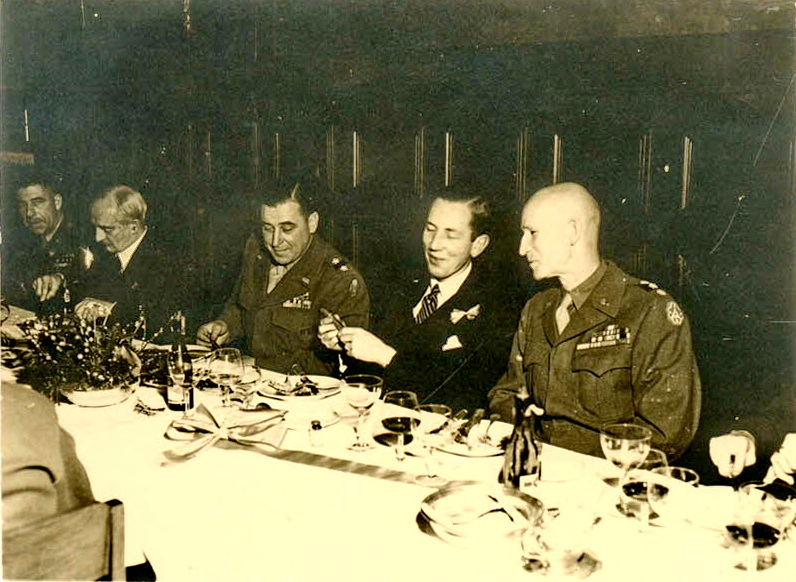
Afscheidsdiner VS-militairen, 1945

### 1986-nu: tweede Hotel Derlon

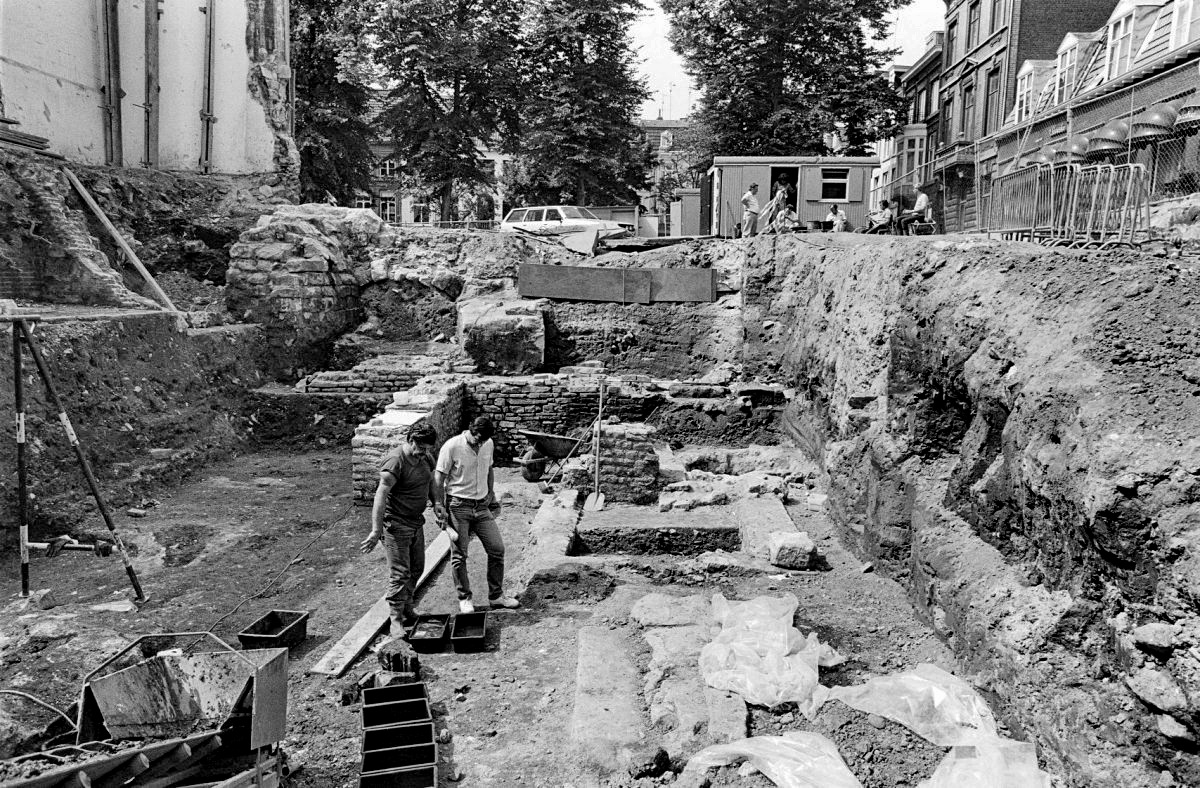
Opgraving Derlon in 1983

Van 17 juni tot 29 november 1983 vonden op het sloopterrein van het eerste Hotel Derlon archeologische opgravingen plaats onder leiding van stadsarcheoloog Titus Panhuysen. Hoewel de verwachtingen voor deze site, vanwege de cruciale ligging bij de Romeinse brug van Maastricht, al hooggespannen waren, overtroffen de opgravingsresultaten alle verwachtingen. Opzienbarend waren de restanten van een Keltisch keienstraatje en een Romeins heiligdom (met onder andere de Jupiterpijler van Derlon). Van het heiligdom wordt vermoed dat het de voorhof vormde van een tempel, die onder de Onze-Lieve-Vrouwekerk begraven zou liggen. Niet geheel onverwacht werden ook delen van de Romeinse hoofdweg (Via Belgica), de castellummuur en een poort aangetroffen, alsmede fundamenten van het koor van de middeleeuwse Sint-Nicolaaskerk.
Al vrij snel werd besloten de opgraving, die nationaal en internationaal de aandacht trok, te conserveren en op te nemen in het souterrain van het nieuwe Hotel Derlon. Voor de realisering van deze Museumkelder Derlon moesten de bestaande bouwplannen drastisch worden aangepast, waardoor de reeds begonnen bouw in 1984 maandenlang stil kwam te liggen. Door bijdragen van het Rijk, de Provincie Limburg en de gemeente Maastricht kon de archeologische site behouden blijven. De oorspronkelijke eis van de gemeente Maastricht om de karakteristieke pleingevel te behouden, bleek technisch niet haalbaar. Wel kreeg de nieuwe gevel dezelfde proporties als de oude. Door verwerving van de pastorie van de Onze-Lieve-Vrouweparochie kon het bouwterrein aan de kant van de Plankstraat aanzienlijk worden vergroot, waardoor een verdubbeling van het aantal hotelkamers mogelijk werd. In 1986 werd Benoit Wesly, die in de jaren 1970 onder andere initiatiefnemer van Hotel Maastricht was geweest, eigenaar van het in aanbouw zijnde hotel. Nog in hetzelfde jaar kwam de nieuwbouw gereed, een ontwerp van de Maastrichtse Architectenwerkgroep Bonnemayer/Van Sprang, uitgevoerd door projectontwikkelaar Ruyters en bouwbedrijf Marcel Muyres.
In de jaren 1990 was het hotel enige tijd lid van de hotelketen Golden Tulip. Van 1997 tot 2007 was Wesly hoofdsponsor van de Maastrichtse Theatergroep Het Vervolg. Toen de groep in 1999 verhuisde naar de gerestaureerde bordenfabriek van de Société Céramique op Plein 1992, werd deze omgedoopt in Theater Derlon. In 2013 keerde de naam Bordenhal terug. Wesly is sinds 1997 tevens eigenaar van het Apple Park Hotel nabij het stadion De Geusselt van voetbalclub MVV, waarvan hij toentertijd voorzitter was. In 2017 kocht hij het voormalige Grand Hôtel du Lévrier et de l'Aigle Noir aan de Boschstraat met het doel er een vijfsterrenhotel te vestigen.

## Architectuur
Het oorspronkelijke, negentiende-eeuwse hotel had een rechthoekige plattegrond en telde drie verdiepingen en tien vensterassen, waarbij de deur- en vensteropeningen gelijkmatig over de gevel verdeeld waren. Waarschijnlijk vond omstreeks 1930 een verbouwing plaats, waarbij op de bovenverdiepingen de buitenste vensters werden samengevoegd, waardoor nabij de hoeken twee brede erkers ontstonden. Boven de entree werd een sierlijk balkon aangebracht. Tevens werden vijf grote dakkapellen toegevoegd.

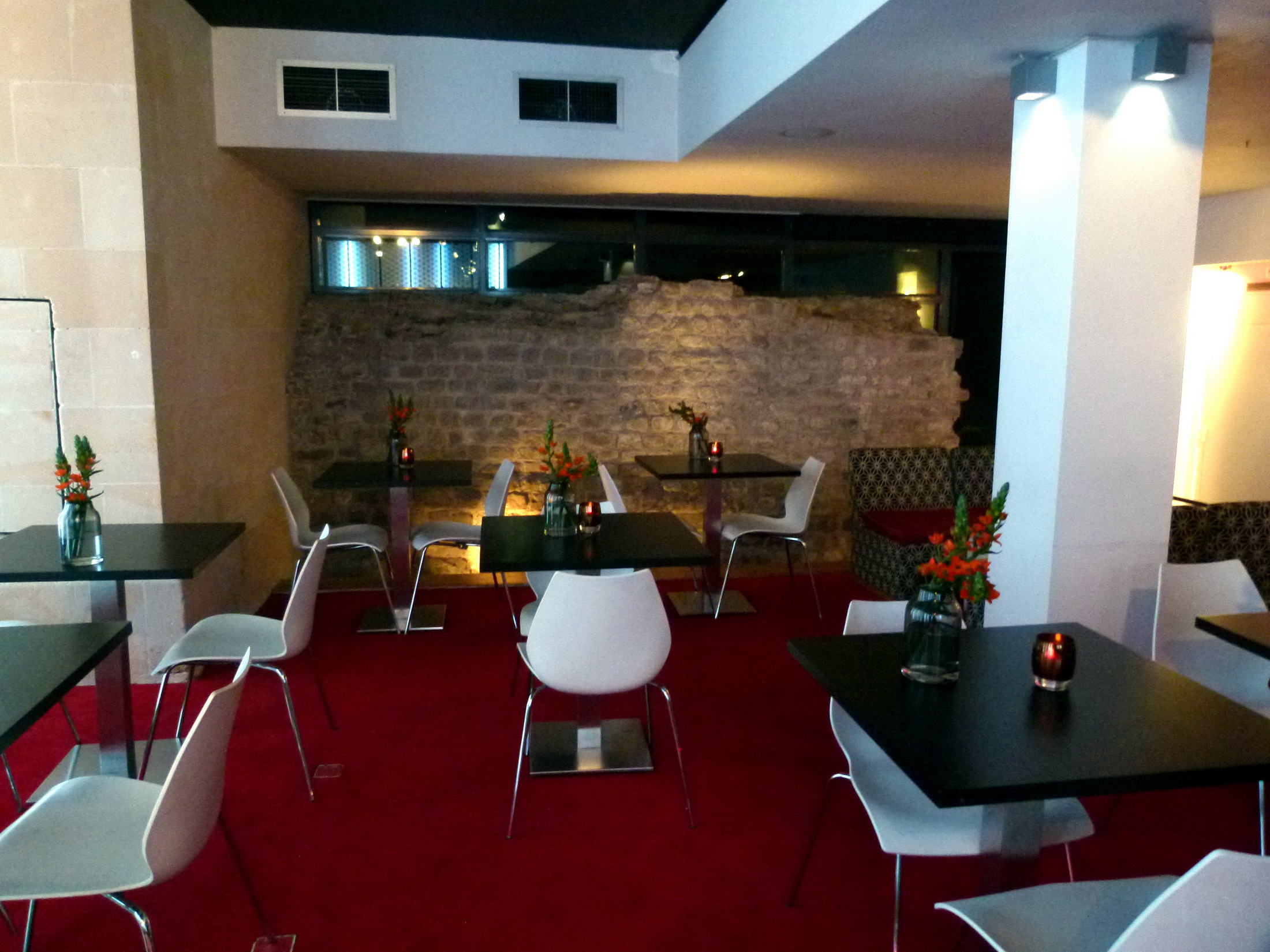
Ontbijtzaal 'VIA Belgica' met castellummuur

Bij de herbouw in de jaren 1980 werd getracht het aanzicht vanaf het Onze Lieve Vrouweplein te behouden, maar de karakteristieke erkers, het balkon en de brede dakkapellen van het oude hotel kwamen niet terug. Aan de pleinkant telt de gevel thans negen vensterassen. Op de begane grond is de moderne, glazen entree drie traveeën breed. De vensters worden naar boven toe lager en breder. Op de bovenverdiepingen zijn ze gedeeld door een muurdam, waardoor ze smaller ogen. In het mansardedak zijn drie kleine dakkapellen aangebracht. De vleugel aan de Plankstraat bestaat uit een hoger en lager bouwdeel, die beide qua bouwstijl aansluiten bij het hoofdgebouw; een bouwstijl die als een moderne interpretatie van de in het Stokstraatkwartier dominante Maaslandse renaissance kan worden gezien. Alle bakstenen gevels zijn wit gesausd met grijze horizontale en verticale accenten van natuursteen, beton of andere materialen. De onderste bouwlaag is aan de kant van de Plankstraat geheel bekleed met grijze natuursteen; aan de kant van het Onze Lieve Vrouweplein alleen de plint.
Op de begane grond zijn aan de kant van de Plankstraat enkele winkels gevestigd. De twee linker vensters aan de pleinkant behoren tot een van de winkelunits. De rest van de begane grond is ingericht als hotellobby en brasserie. Beide werden in 2003 geheel vernieuwd naar ontwerp van Arno Meijs. De naam van het restaurant, Brasserie Louis, verwijst naar de oprichter Louis Derlon. De in het souterrain gesitueerde ontbijtzaal (Museumkelder Derlon) heette aanvankelijk Piazza Romana, sinds enige jaren VIA Belgica, naar de Romeinse hoofdweg Via Belgica, die hier vlakbij naar de Romeinse brug voerde.

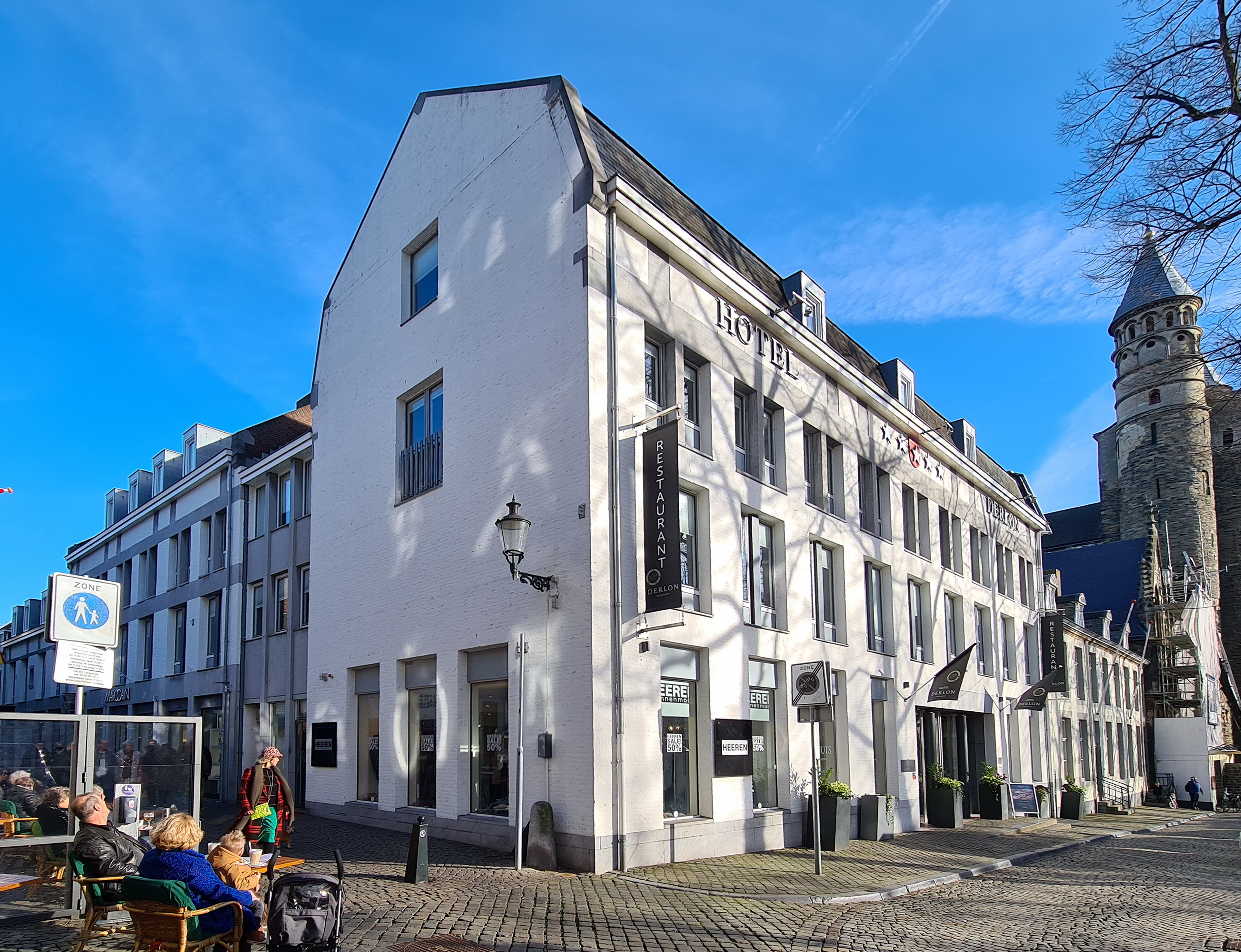
Overzicht hotel
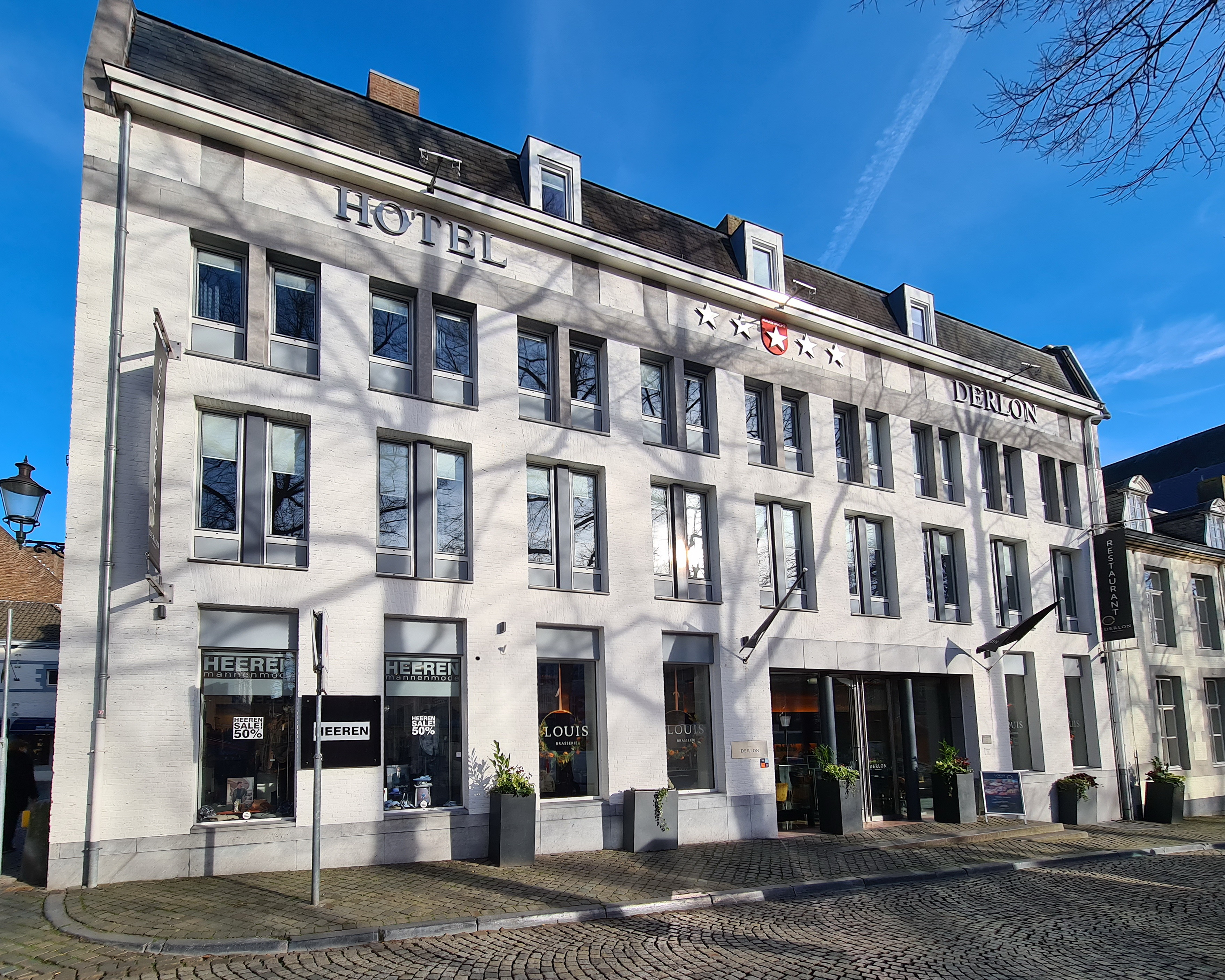
Gevel Onze Lieve Vrouweplein
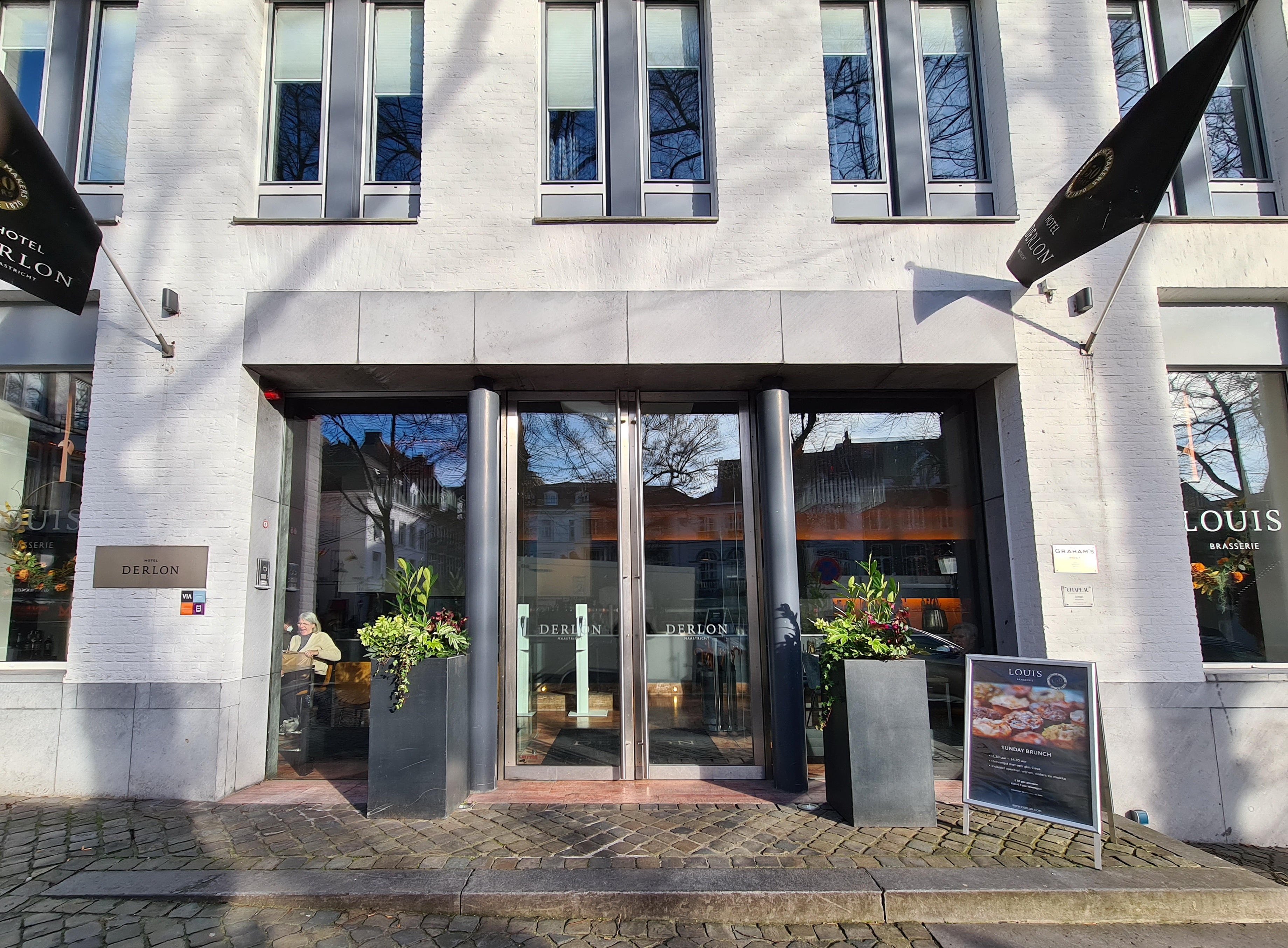
Hotelentree
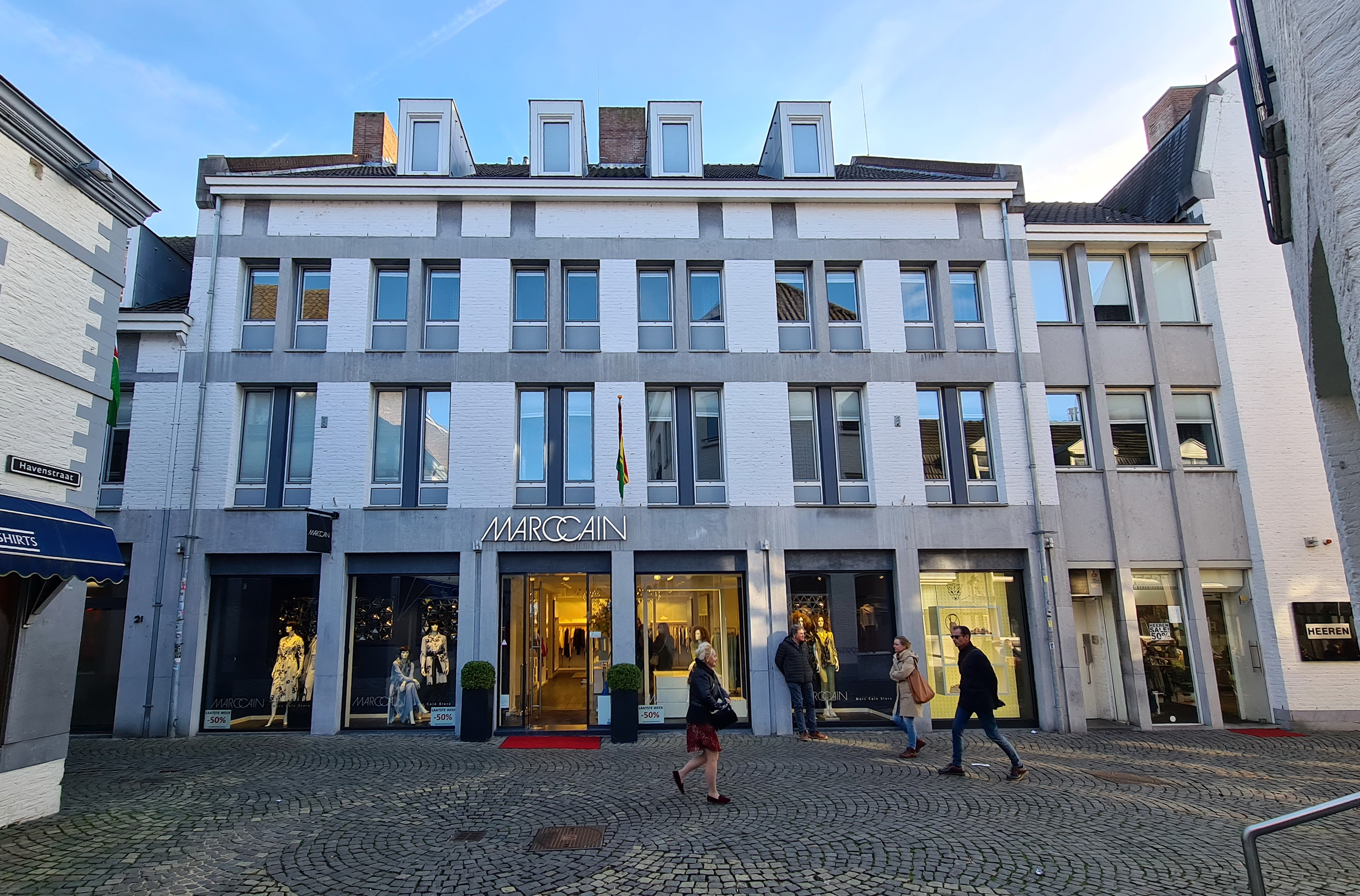
Gevel Plankstraat met winkels